# Кривошипно-коромисловий виконавчий механізм

Рис. 1. Кривошипно-коромисловий механізм

Кривошипно-коромислові механізми працюють як самостійні виконавчі механізми, так і в сукупності з більш складними комбінованими механізмами. Застосовують як головний виконавчий механізм у листових і комбінованих ножицях, а також костильних прес-автоматах. Перевага
цього механізму полягає в простоті пристрою — наявності тільки обертальних пар з рухом виконавчого органу по дузі. Для листових ножиць відхилення від прямолінійного шляху в межах товщини листа, що розрізається, незначне.
У костильних автоматах зміщення головки милиці, що висаджується, якраз і забезпечується гойдальним рухом висаджувального важеля коромисла). Крім того, кривошипно-коромислова група є складовою частиною шестиланкових кривошипно-колінних і кривошипно-важільних механізмів.
Кривошипно-коромисловий належить до плоских чотириланкових механізмів. Його визначають за теоремою Грасгофа: найменша ланка за довжиною є кривошипом, якщо сума довжин найменшої та будь-якої іншої ланки менша від суми довжин решти двох ланок.
Механізм (рисунок 1) складається із кривошипа 1, шатуна 2 і коромисла 3, що з'єднані між собою кульками А і В, а кривошип і коромисло утворюють однорухомі обертові пари О і С із основою 4. Розміри ланок r, l, b та
відстань ОС = а вказано на рисунку 1.
При обертанні кривошипа 1 за допомогою джерела механічного руху, наприклад, електродвигуна, коромисло 3 гойдається навколо шарніра С. Тоді шатун 2 здійснює плоскопаралельний рух.
Передавальна функцію кривошипно-коромислового механізму — кут гойдання коромисла β.